# Uí Ímair

Dublin na Era víquingue.

A dinastia Uí Ímair.

Uí Ímair (Uí Ímhair) ou Casa de Ivar, foi uma extensa dinastia de caudilhos escandinavos e hiberno-nórdicos que forjaram um império a partir da Escandinávia, e que teve o seu apogeu durante o século IX até meados do século X, durante as conquistas e a expansão nórdica em direcção a oeste: Nortúmbria, mar da Irlanda e reino de Dublim, reino de Mann, Iorque e a costa ocidental da Escócia, incluindo as Hébridas e as Orcadas.
Faltando fontes confiáveis para confirmar os dados adquiridos pelos historiadores, é particularmente difícil determinar os vínculos, uma vez que a maioria das fontes históricas não chegaram até nós. Por outro lado, durante três ou quatro décadas, houve outros domínios régios contemporâneos, cuja nobreza se viu vinculada na trama dinástica como é exemplo o reino da Escócia, que divergia do reino de Strathclyde que tinha a sua própria dinastia real, e pouco mais tarde, a província de Munster, subjugada a partir de Waterford, e mais tarde, o Mércia. A oeste da Irlanda, a dinastia deu pelo menos dois réis ao reino de Limerick, que por sua vez tentaram conquistar Munster novamente. Já na ala feminina, os anais irlandeses citam pelo menos duas rainhas consorte no reino de Mide e Muster, e rainhas de Leinster ( e Osraige);  as fontes escandinavas citam uma rainha consorte da Noruega sob o reinado de  Olaf Tryggvason. Finalmente, é provável que outro ramo pode ter dado a uma Rainha de Brega. O nome é irlandês antigo, que significa "netos" ou "descendentes de Ivar", mas a dinastia inclui o pai e seus filhos. Os anais irlandeses descrevem Ivar como irmão de Amlaíb Conung e Auisle, e no seu obituário estão registados nos mesmos anais no ano 873:
Imhar, rex Nordmannorum totius Hibernie & Brittanie, uitam finiuit.
«Ivar, rei de todos os escandinavos de Irlanda e Britânia, acabou a sua vida.»
Há uma teoria, ainda controverso entre os historiadores, que era filho de Ragnar Lodbrok, Ivar, o Desossado que fundou a sua própria dinastia; os seus presumíveis descendentes, a Casa dos Godred Crovan, governaram como reis do Mann e as ilhas desde o século XI até o século XIII, apesar de terem actuado como vassalos dos réis da Noruega a maior parte do tempo. O historiador Alex Woolf enfatiza que é um erro considerar o domínio de Uí Ímair como um "império unitário", mas antes uma série de senhorios governados por vínculos familiares cujo conceito de unidade dependia das circunstâncias políticas do momento e do carisma dos caudilhos. Sobretudo no primeiro período, a riqueza da maioria dos seus membros foi conquistada ora como esclavagistas ora por impostos derivados, e, por conseguinte, seriam infames naquela época e tiveram como grande antagonista no século XII a Cogad Gáedel re Gallaib (guerra dos irlandeses contra os estrangeiros).
Enquanto uma das maiores dinastias da Era víquingue, os Uí Ímair foram no seu tempo os víquingues mais temidos e poderosos de todas as ilhas anglo-célticas e porventura mais além destas. A dinastia pôde conservar a sua influência na Escandinávia, e parte da Normandia, mas as fontes sobre este assunto são escassas. Não obstante, exceptuando a dinastia rúrica a oriente, os Uí Ímair fracassaram retumbantemente no que toca em poder preservar os activos territoriais de uma forma significativa por muito tempo, um erro estratégico, à margem do seu considerável poder económico e influência política.